# Huth (Familienname)
Huth ist ein deutscher Familienname.

## Herkunft und Bedeutung
Huth ist ein indirekter Berufsname, der sich auf den Hutmacher bezieht.

## Namensträger
- Adam Huth (1696–1771), deutscher Jesuit, Theologe und Kirchenrechtler
- Alex Huth (* 1974), deutscher Fernsehmoderator
- Alfred Huth (Komponist) (1892–1971), deutscher Komponist
- Alfred Huth (Widerstandskämpfer) (1918–1945), österreichischer Widerstandskämpfer

- Ernst August Huth (Drucker) (August Huth; Ernestus Augustus Huth; vor 1842–nach 1877), deutscher Drucker, Namensgeber der Universitäts-Buchdruckerei von E. A. Huth in Göttingen
- August Huth (Theologe) (Ernst Ludwig August Huth; 1804–1874), deutscher evangelischer Theologe
- Benno Huth (1937–2020), deutscher Maler, Grafiker und Zeichner
- Carl Huth (1867–nach 1902), deutscher Theaterschauspieler
- Caspar Jakob Huth (1711–1760), deutscher evangelischer Theologe und Hochschullehrer
- Christiane Huth (* 1980), deutsche Ruderin
- Christina Huth (* 1929), deutsche Schauspielerin und Hörspielsprecherin
- CX Huth (Christian Huth, * 1964), deutscher Comiczeichner und Illustrator
- Dörthe Huth (* 1968), deutsche Autorin und Coach
- Eilfried Huth (* 1930), österreichischer Architekt
- Enno Walther Huth (1875–1964), deutscher Luftfahrtunternehmer
- Elias Huth (* 1997), deutscher Fußballspieler
- Ernst Huth (Botaniker) (1845–1897), deutscher Botaniker und Philologe, Oberlehrer am Realgymnasium in Frankfurt an der Oder
- Ernst August Huth (Drucker) (August Huth; Ernestus Augustus Huth; vor 1842–nach 1877), deutscher Drucker, Namensgeber der Universitäts-Buchdruckerei von E. A. Huth in Göttingen
- August Huth (Theologe) (Ernst Ludwig August Huth; 1804–1874), deutscher evangelischer Theologe
- Ernst Walter Huth (1919–1991), deutscher Prähistoriker
- Eugen Huth (1901–1976), deutscher Politiker (CDU)
- Ewald Huth (1890–1944), deutscher Organist und Chordirektor
- Florian Huth (* 1983), deutscher Volleyball- und Beachvolleyballspieler
- Florian Philip Huth (* 1980), deutscher Schauspieler
- Franz Huth (Maler) (1876–1970), deutscher Maler
- Franz Huth (Widerstandskämpfer) (1906–1933), deutscher Widerstandskämpfer
- Frederick Huth (1777–1864), englischer Kaufmann, Bankier und Kulturförderer deutscher Abstammung
- Friedrich Huth (Unternehmer) (1807–1868), deutscher Unternehmer
- Friedrich Huth (Politiker) (1892–1980), deutscher Politiker (BVP, CSU)
- Friedrich Franz von Huth (1865–1945), deutscher Offizier
- Fritz Huth (Hornist)  (1908–1980), deutscher Hornist
- Fritz Huth (Ingenieur) (1872–1948), deutscher Flugtechniker
- Fritz Huth (Widerstandskämpfer) (um 1900–1933), deutscher Kommunist
- Georg Huth (1867–1906), deutscher Tibetologe und Mongolist
- Georg Leonhard Huth (1705–1761), deutscher Mediziner
- Hanno Huth (* 1953), deutscher Filmproduzent
- Harald Huth (* 1969), deutscher Investor und Bauherr in Berlin
- Harold Huth (1892–1967), britischer Schauspieler, Filmregisseur und Filmproduzent
- Hans Huth (Kunsthistoriker, 1892) (1892–1977), deutscher Kunsthistoriker
- Hans Huth (Astronom) (1925–1988), deutscher Astronom
- Hans Huth (Kunsthistoriker, 1927) (1927–2010), deutscher Kunsthistoriker und Denkmalpfleger
- Heinrich Huth (Leichtathlet) (1920–1990), deutscher Leichtathlet
- Heinrich Wilhelm von Huth (1717–1806), dänischer General
- Heinz Huth (Segelflieger) (1908–1996), deutscher Segelflieger
- Heinz Huth (General) (1917–2002), deutscher Generalmajor
- Heinz Huth (Komponist) (* 1948), deutscher Komponist
- James Huth (* 1966), britisch-französischer Filmregisseur, Drehbuchautor und Produzent
- Jannik Huth (* 1994), deutscher Fußballtorhüter
- Joachim Huth (Historiker) (1914–1992), deutscher Historiker
- Joachim Huth (Jurist) (1928–2018), deutscher Jurist und Bundeswehrdisziplinaranwalt
- Joachim-Friedrich Huth (1896–1962), deutscher General
- Jochen Huth (Joachim Huth, 1905–1984), deutscher Schauspieler und Drehbuchautor
- Johann Christian Huth (1726–1804), preußischer Architekt und Landbaumeister im Fürstentum Halberstadt
- Johann Sigismund Gottfried Huth (1763–1818), deutscher Mathematiker, Physiker und Hochschullehrer
- Johannes Huth (Investor) (* 1960), deutscher Investor und Finanzmanager
- Johannes Huth (Musiker), deutscher Musiker
- Johannes Huth (Schauspieler) (* 1989), deutscher Schauspieler
- Juliane Huth (* vor 1971), deutsche Juristin, Rechtsanwältin und Richterin
- Julius Huth (Architekt), deutscher Architekt und Baubeamter
- Julius Huth (Maler) (1838–1892), deutscher Maler
- Jürgen Huth (* 1944), deutscher Schauspieler und Hörspielsprecher
- Käthe Huth (1871–nach 1902), deutsche Theaterschauspielerin
- Karl Huth (Parteifunktionär) (1894–1957), deutscher Verlagsmager und Parteifunktionär (KPD, SED)
- Karl Huth (Heimatforscher) (1914–1989), deutscher Heimatforscher
- Louis Huth (Unternehmer) (1821–1905), britischer Unternehmer und Bankier
- Louis Huth (Porzellanmaler) (1842–1923), deutscher Porzellanmaler
- Magda Hoppstock-Huth (1881–1959), deutsche Politikerin (SPD), MdHB
- Manfred Huth (* 1933), deutscher Fußballspieler
- Marco Huth (* 1975), deutscher Handballspieler
- Markus Huth (* 1982), deutscher Journalist, Fotograf und Buchautor
- Martin Huth (* 1964), deutscher Diplomat und Numismatiker
- Michael Huth (Künstler) (* 1959), deutscher Künstler
- Michael Huth (Physiker) (* 1964), deutscher Physiker und Hochschullehrer
- Michael Huth (Eiskunstläufer) (* 1969), deutscher Eiskunstläufer und Eiskunstlauftrainer
- Oskar Huth (1918–1991), deutscher Klavierbauer, Maler, Fälscher und Widerstandskämpfer
- Otto Huth (1906–1998), deutscher Religionswissenschaftler
- Patrick Huth (* 1995), deutscher Fußballspieler
- Peter Huth (Computerjournalist) (* um 1955), deutscher Journalist
- Peter Huth (Autor) (* 1969), deutscher Autor und Journalist
- Philipp Jakob Huth von Dessendorf (1742–1813), deutscher katholischer Theologe
- Robert Huth (* 1984), deutscher Fußballspieler
- Sabine Huth, deutsche Curlerin
- Siegfried Huth (1932–2012), deutscher Maler, Werbegrafiker und Fotograf
- Simone Huth-Haage (* 1966), deutsche Politikerin (CDU)
- Stefan Huth (* 1967), deutscher Journalist
- Svenja Huth (* 1991), deutsche Fußballspielerin
- Ursula Huth (* 1952), deutsche Bildhauerin und Glaskünstlerin
- Volkhard Huth (* 1959), deutscher Historiker und Hochschullehrer
- Walde Huth (1923–2011), deutsche Fotografin, verheiratete Huth-Schmölz
- Werner Huth (* 1905), Bob- und Motorradrennfahrer
- Wilhelm Huth (1896–1982), deutscher Regierungspräsident und SS-Oberführer
- Willy Robert Huth (1890–1977), deutscher Maler und Grafiker